# Mura (přítok Drávy)
Mura (německy Mur, zámuřsky Möra, Müra) je řeka v Rakousku (Salcbursko, Štýrsko), ve Slovinsku, v Chorvatsku (Mezimuřská župa) a částečně i v Maďarsku (župa Zala). Má délku 434 km. Povodí má rozlohu 15 000 km². Od jejího jména je odvozen název slovinských regionů Zámuří a Mezimuří a chorvatské Mezimuřské župy.

## Průběh toku
Pramení v Radstadtských Taurách. Teče nejprve v úzkém údolí a pod Štýrským Hradcem po rovině. Ústí zleva do Drávy (povodí Dunaje).

## Vodní režim
Průměrný průtok vody v ústí činí 166 m³/s.

## Využití
Vodní doprava je možná do Štýrského Hradce (Rakousko). Na řece bylo vybudováno několik vodních elektráren. Je splavná pro vodáky.